# Прилежащее ядро

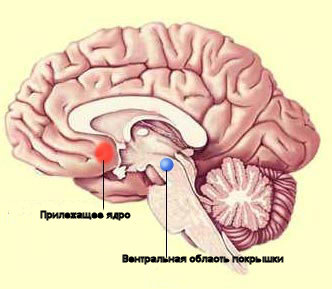
Прилежащее ядро и вентральная область покрышки — части мезолимбического дофаминергического пути удовольствия

Прилежащее ядро (лат. nucleus accumbens, сокращенно — NAcc, другие названия: прилежащее ядро прозрачной перегородки, прилегающее ядро перегородки, полулежащее ядро) — группа нейронов в вентральной части полосатого тела, является важной частью мезолимбического пути, участвующего в системе вознаграждений, формировании удовольствия, смеха, зависимости, агрессии, страха и эффекта плацебо.
Прилежащее ядро получает информацию от дофаминовых нейронов вентральной зоны и глутаминовых нейронов префронтальной коры, миндалевидного тела и гиппокампа. Здесь происходит анализ сенсорной и эмоциональной информации и формирование поведенческой реакции-ответа на мотивирующие раздражители.

## Структура
Прилежащее ядро состоит из двух зон, отличающихся афферентными и эфферентными связями, — оболочки (англ. shell) и сердцевины (ядра) (англ. core). Основу NAcc составляют ГАМК-содержащие средние игольчатые нейроны (англ. medium spiny neurons) (90—95 %), остальные — холинергические и ГАМК-эргические вставочные нейроны.
Различные субрегионы NAcc (ядро и оболочка) и субпопуляции нейронов в каждом регионе (средние колючие нейроны типа D1 и D2) ответственны за разные когнитивные функции. В целом, nucleus accumbens играет важную роль в когнитивной обработке мотивации, отвращения, вознаграждения (то есть стимула, удовольствия и позитивного подкрепления) и обучения подкреплению (например, инструментальная передача Павлова); следовательно, оно играет значительную роль в формировании зависимости. Кроме того, часть nucleus accumbens центрально участвует в индукции медленного сна. Ядро играет меньшую роль в обработке страха (форма отвращения), импульсивности и эффекта плацебо. Оно также участвует в кодировании новых моторных программ.

### Ввод
Основные глутаматергические входы в прилежащее ядро включают префронтальную кору (особенно прелимбическую кору и инфралимбическую кору), базолатеральную миндалину, вентральный гиппокамп, ядра таламуса (особенно срединные и интраламинальные ядра) от глутаматергических областей из вентральной области покрышки.[18] Ядро accumbens получает дофаминергические входы из вентральной области (VTA), которые соединяются через мезолимбический путь. Прилежащее ядро часто описывается как часть кортико-базальной ганглиево-таламо-кортикальной петли.
Дофаминергические входные сигналы от VTA модулируют активность ГАМК-эргических нейронов в прилежащем ядре. Эти нейроны активируются прямо или косвенно с помощью эйфориантных лекарств (например, амфетамина, опиатов и т. п.) и при задействовании во время полезного опыта (например, при сексе, занятиях музыкой, физических упражнениях и т. д.).[20] [21]
Другой важный источник ввода происходит от СА1 и вентральной подлежащей ткани из гиппокампа в дорсомедиальной области прилежащего ядра. Незначительная деполяризация клеток в прилежащем ядре коррелирует с положительностью нейронов гиппокампа, делая их более возбудимыми. Коррелированные клетки этих возбужденных состояний средних колючих нейронов в прилежащем ядре делятся поровну между субикулюмом и CA1. Обнаружено, что нейроны субикулюма гиперполяризованы (увеличивают негативность), в то время как нейроны CA1 «пульсируют» (> 50 Гц), чтобы выполнить это праймирование.[22]
Прилежащее ядро является одним из немногих регионов, которые получают гистаминергические проекции из туберомаммиллярного ядра (единственный источник гистаминовых нейронов в мозге).